# キンバリー・クレンショー
キンバリー・ウィリアムズ・クレンショー（Kimberlé Williams Crenshaw, 1959年 - ）は、米国の弁護士、人権活動家。カリフォルニア大学ロサンゼルス校とコロンビア大学それぞれのロースクールで教鞭をとる。

## 生い立ち
1959年、オハイオ州カントンの黒人家庭に生まれる。母マリアンと父ウォルターは共に教師だった。
1981年にコーネル大学を卒業。専攻はアフリカーナ研究だった。その後ハーバード・ロー・スクールへ進学し1984年に卒業（法務博士）。さらに翌年にウィスコンシン大学ロー・スクールで法学修士を取得した。

## 経歴
クレンショーは批判的人種理論の提唱者として知られている。ハーバード・ロー・スクール在籍時に批判的人種理論のワークショップを立ち上げた彼女はのちにこう述べている。
私たちは法律に批判的に関わっていましたが、人種に焦点を当てていたのです（...）。また、「理論」を入れたのは、公民権の実践だけを見ているのではないことを示すためです。それは、法律がどのようにして人種を生み出し、維持してきたのか、どのように考え、どのように見て、どのように読んで、どのようにアメリカ社会の中で特定の人種や人種差別に取り組んできたのかを示すものでした。
法学修士号取得後の1986年にUCLAロースクールの教員となった彼女は、1991年と1994年には学生投票による年間最優秀教員に選ばれた。また同時期の1991年には上司である最高裁判事候補クラレンス・トーマスをセクシャル・ハラスメントで訴えたアニタ・ヒルの弁護団に加わった。さらに1992年から1995年までアスペン研究所の国内戦略グループ、女性メディア・イニシアチブのメンバーであり 、NPRの「The Tavis Smiley Show」のレギュラーコメンテーターでもあった。
1995年、コロンビア・ロー・スクールの教授に就任。1996年には非営利のシンクタンクであるアフリカ系アメリカ人政策フォーラムの共同設立者となった。その設立目的には「構造的暴力の撤廃」と「米国と世界の人種的正義、ジェンダー平等、全ての人権の拡大と進展」を掲げた。またそのミッションとして、学術研究と公共セクターをつなげることを掲げている。
2001年には、国連の反人種主義世界会議（WCAR）のために「人種とジェンダーの差別」に関する背景資料を執筆し、会議宣言にジェンダーが追加されることを後押しした。また、アメリカ国立科学財団の「女性に対する暴力の研究」委員会や、全米研究評議会の「女性に対する暴力の研究」パネルのメンバーを務めた。
2008年にはフルブライト・チェア・フォー・ラテン・アメリカ（ブラジル）を受賞し、さらにスタンフォード大学の先端行動研究センターでインレジデンス・フェローシップを獲得した。そして2011年に設立されたコロンビア大学交差性・社会政策研究センターの創設者となった。

## 影響
彼女の研究は、南アフリカ共和国憲法の平等条項の起草に影響を与えたとして挙げられている。
2017年にはラパポート・トレジャー・ホールで最大収容人数の参加者を前に1時間の講演を行い、現代社会においてインターセクショナリティが果たす役割について述べた。3日間にわたる祝賀会の後、12月の講演会の後に行われた式典で、ブランダイス大学のロン・リーボイッツ学長はクレンショウにトビー・ギトラー賞を授与した。
また彼女はウィメン・イン・アニメーションとジ・アニメーション・ギルドが主催するセクシャルハラスメントパネルのモデレーターとして招かれた。クレンショーは職場でのハラスメントの歴史を語り、それが今日の職場環境でどのような役割を果たしているかについて議論を展開した。その他のパネリストは職場でのセクシャルハラスメントに対抗するために多くの保護手段が講じられているが、問題を完全に解決するためには多くの問題が残っていることに同意した。
2016年には英国ロンドンのサウスバンク・センターで開催されたウィメン・オブ・ザ・ワールド・フェスティバルに招かれた。彼女はそこで有色人種の女性が直面する様々な差別についての基調講演を行なった。

### インターセクショナリティ

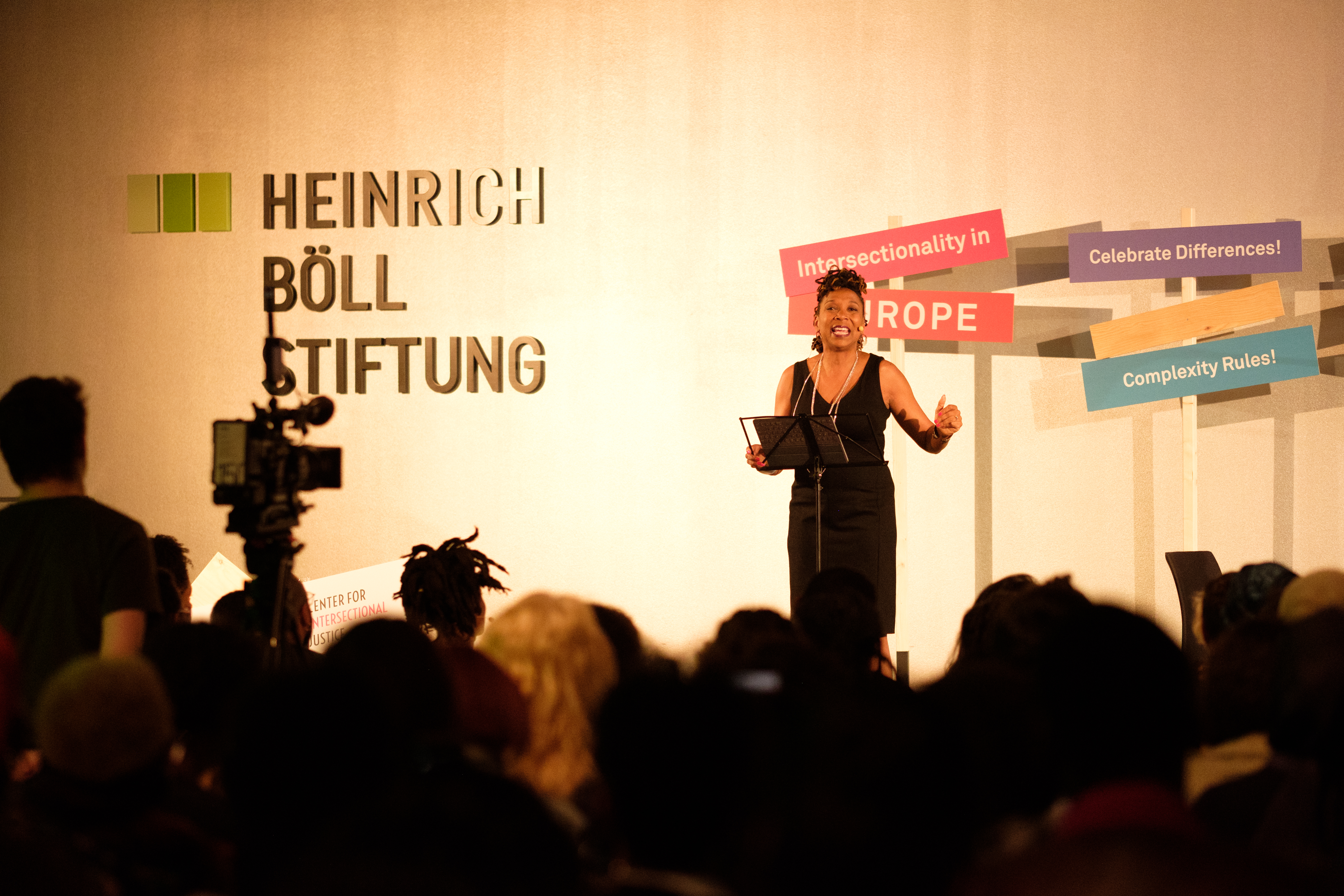
インターセクショナリティについて解説するクレンショー（2018年）

クレンショーの業績の1つとして、インターセクショナリティ（交差性）の提唱が挙げられる。彼女は1989年の論文でこの概念を提唱し、ブラック・フェミニズムの立場から従来のフェミニズムを批判した。その概要は、黒人女性が受ける差別は黒人差別と女性差別だけでは説明ができず、両者の交差点に位置しているが故に両者が互いに差別を強化しているというものであった。
彼女は交差性の概念は自身の研究以前から存在しており、「あらゆる世代、あらゆる知的領域、あらゆる政治的瞬間」のアフリカ系アメリカ人女性の考えと一致していると主張している。そして、アンナ・J・クーパー、マリア・スチュワート、アンジェラ・デイヴィス、デボラ・キングなど、以前からこの概念を明確にしていた女性たちを挙げている。 彼女がこの理論を思いついたのは大学在学中で、人種とジェンダーそれぞれの問題を扱う授業はあっても人種のジェンダー的側面を捉えた研究が少ないことに気づいたことがきっかけだった。特に彼女は男性については政治経済の授業でも議論されているのに対して女性については文学や詩の授業でしか議論されていないことに問題意識を持った。
彼女が問題を提起した当時、黒人女性たちは女性差別では白人女性と、人種差別では黒人男性と同列に扱われてしまうために「人種と性別」の2つが組み合わされた差別を経験していても裁判所にはその権利を認められていなかった。彼女はこの状況を道路上の交差点の例えを用いて説明したのである。クレンショーの分析枠組みである「法律が社会的アイデンティティを構築する」という考え方は当時批判的人種理論を提唱していた他の研究者の考え方とも一致する。
彼女が打ち立てたのは、「人種的性差別」「性的人種差別」といったものである。また彼女はインターセクショナリティ分析を3つの要素に分解した。その要素とは以下の3つである。
1. 構造的：女性に対する暴力に関連した家父長制や人種差別
2. 政治的：政治活動におけるもの。人種差別撤廃運動における女性排除や女性差別撤廃運動における黒人排除。
3. 表象的：人種的偏見とジェンダー的偏見の結節点に関するもの

彼女が試みたのは相互に排他的なアイデンティティ政治を内側から再考することであった。
インターセクショナリティの具体例としてクレンショーがよく言及するのが、「デグラフェンレイド対ゼネラルモータース裁判」である。この事件はエマ・デグラフェンレイドほか4名の黒人女性が、職業差別を受けているとして自動車大手のゼネラルモーターズを訴えたものである。同社は白人女性を事務職や秘書として雇い黒人男性を工場で雇っていたが、黒人女性は雇っていなかった。この事件を担当した裁判官は、同社が女性も黒人も雇用していると判断し、裁判を取り下げた。
クレンショーはまた、アニタ・ヒル事件でもインターセクショナリティについて言及した。この事件においてヒルは職場の上司であるクラレンス・トーマスをセクシャルハラスメントで訴えた。これに対して世間の反応は、ヒルを支持する白人フェミニストとトーマスを支持する黒人たちで大きく分かれた。フェミニストたちが女性の権利を訴える一方で、黒人たちはアフリカ系として2人目の連邦最高裁判事になろうとしているトーマスを見逃すように訴えたのである。この対立の結果、ヒルは黒人女性としての声を失ったとクレンショーは主張している。彼女は意図せずして女性側を支持することになり、この問題に対する彼女の人種的貢献を封じ込めてしまったのである。のちにヒルは当時を振り返り「黒人女性としてセクシャルハラスメント被害を訴えたことで、自分の共同体から蹴り出されてしまったように感じた。」と述べている。またクレンショーは「多くの女性たちはアニタ・ヒルを普通の女性として認識したため、セクハラ被害は注目されたが黒人女性特有の課題については見逃された」と述べている。